# Cadw

Logo Cadw

Cadw (wal. chronić, strzec) – agenda rządu walijskiego (Welsh Government/Llywodraeth Cymru) powołana do zachowania kulturowego dziedzictwa Walii. Cadw stanowi część Wydziału ds. Kultury i Sportu Rządu Walijskiego (Welsh Government’s Culture and Sport Department) i jest odpowiedzialna przed jego ministrem.

## Historia i zadania
Utworzony w 1984 roku Cadw wykonuje swoje obowiązków w zakresie ochrony, prezentacji i promocji dziedzictwa architektonicznego Walii działając w imieniu Walijskiego Zgromadzenia Narodowego. Obowiązki te obejmują:
- gwarancję zachowania zabytków i budynków historycznych,
- wspomaganie poprzez dotacje restauracji zabytków i budynków historycznych,
- zarządzanie 127 zabytkami w Walii, które podlegają bezpośredniej ochronie państwa.

CADW definiuje dziedzictwo architektoniczne jako fizyczne pozostałości ludzkich działań w obrębie walijskiego krajobrazu kulturowego. Pozostałości te obejmują miejsca, zabytki, ruiny architektoniczne i zabytkowe budynki.
W 2006 roku Cadw po raz pierwszy opublikował sprawozdanie, w którym wymienił liczbę zabytkowych obiektów, nad którymi sprawuje statutową opiekę:
- Zabytki Wielkiej Brytanii (ang. Listed building):

– klasa I (ang. Grade I) – 493,
– klasa II* (Grade II*) – 2 124,
– klasa II (Grade II) – 27 319
- Zabytki archeologiczne (Scheduled ancient monuments) – 4175
- Zabytkowe wraki (Designated historic wrecks) – 6
- Zabytkowe tereny (Conservation areas) – 523[3]

## Projekty
Aby rozwiązać wiele kwestii z zakresu dziedzictwa Cadw opracowuje specjalne projekty. Duże projekty, takie jak Heritage Tourism Project i Cauldrons and Furnaces dają możliwość osiągnięcia dużych rezultatów w krótkim czasie.

### Cauldrons & Furnaces
Założeniem Cauldrons & Furnaces było opowiadanie niezwykłych historii w niezwykłych miejscach. Uczestnicy, którzy odwiedzali latem 2012 roku osiem znanych miejsc będących pod opieką Cadw mogli doświadczyć bogatego i zróżnicowanego dziedzictwa kulturowego Walijczyków, od jego mitycznych początków do czasów współczesnych. Trasa wędrówki rozpoczęła się w Llanthony Priory i wiodła szlakiem średniowiecznych pielgrzymów, królów, świętych, szaleńców i nędzarzy kończąc się w St David’s.

### Heritage Tourism Project
Rząd Walijski nadzoruje projekt rozwoju turystyki szlakami dziedzictwa Walii. Projekt ten jest w dużym stopniu finansowany przez rząd walijski i z funduszy unijnych i pomaga zmaksymalizować wartość ekonomiczną tego dziedzictwa poprzez zwiększenie liczby, długości i wartości wizyt w Walii. Projekt ma także udostępnić dziedzictwo Walii szerszej publiczności, czyniąc go bardziej atrakcyjnym zarówno dla odwiedzających Walię, jak i dla jej mieszkańców. W celu skoordynowanego wykorzystania funduszy dostępnych w ramach programów konwergencyjnych Cadw współpracuje z takimi organizacjami Visit Wales, Countryside Council for Wales, The Valleys Regional Park i Environment Agency. Wśród sześciu podjętych projektów jest realizowany przez Cadw Heritage Tourism Project, wart 19 milionów funtów, zaplanowany do grudnia 2014 roku.
Główne tematy tego projektu to:
- początki, prehistoria
- podbój rzymski i osadnictwo
- duchowe i inspirujące krajobrazy
- zamków i książęta Walii (książęta Gwynedd, książęta Deheubarth, Owain Glyndwr, zamki edwardiańskie i lordowie Marchii)
- Walia: pierwszy naród przemysłowy
- obrona królestwa[6].

## Galeria

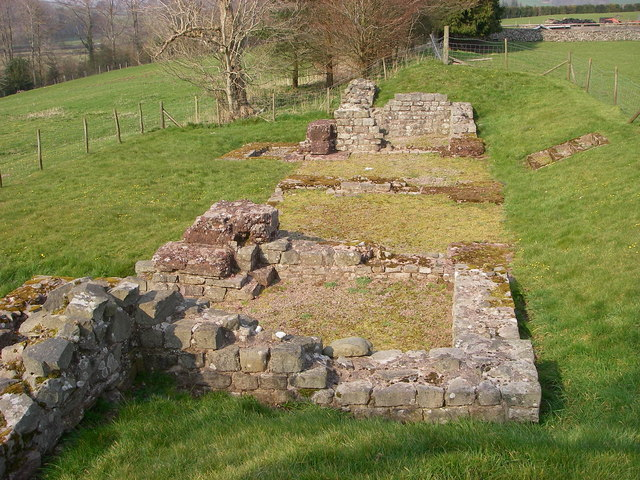
Y Gaer, pozostałości rzymskiej fortyfikacji
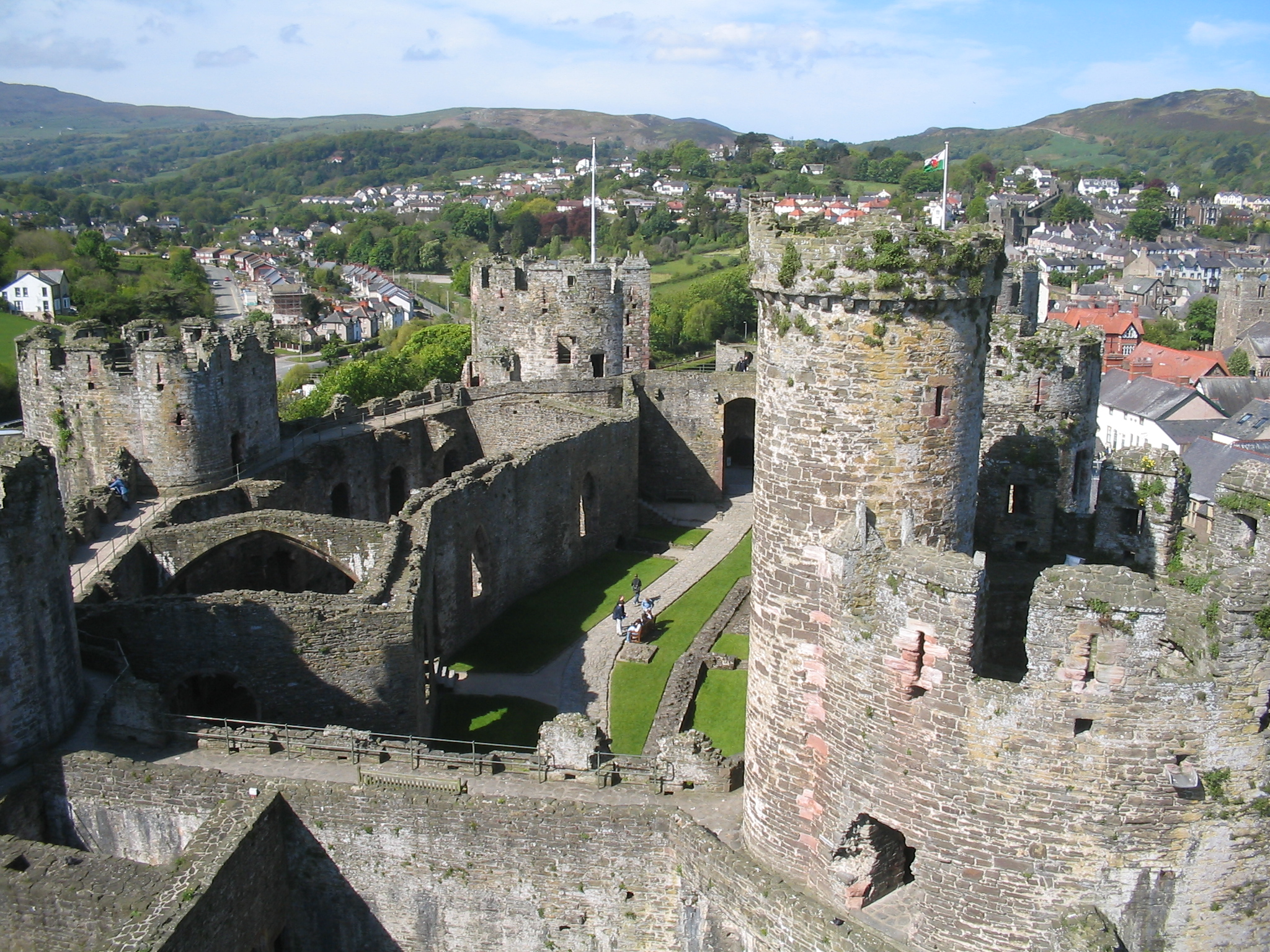
Zamek Conwy
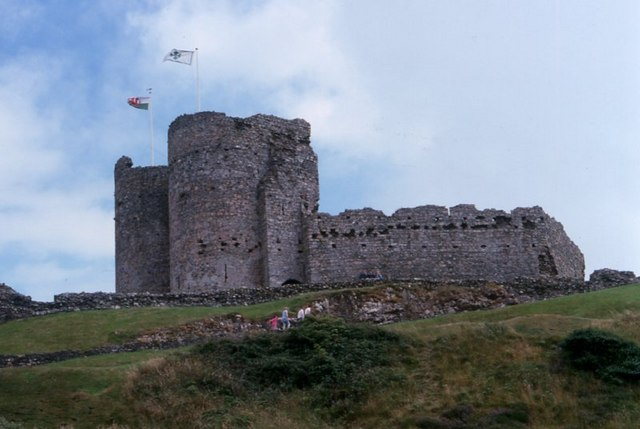
Zamek w Criccieth
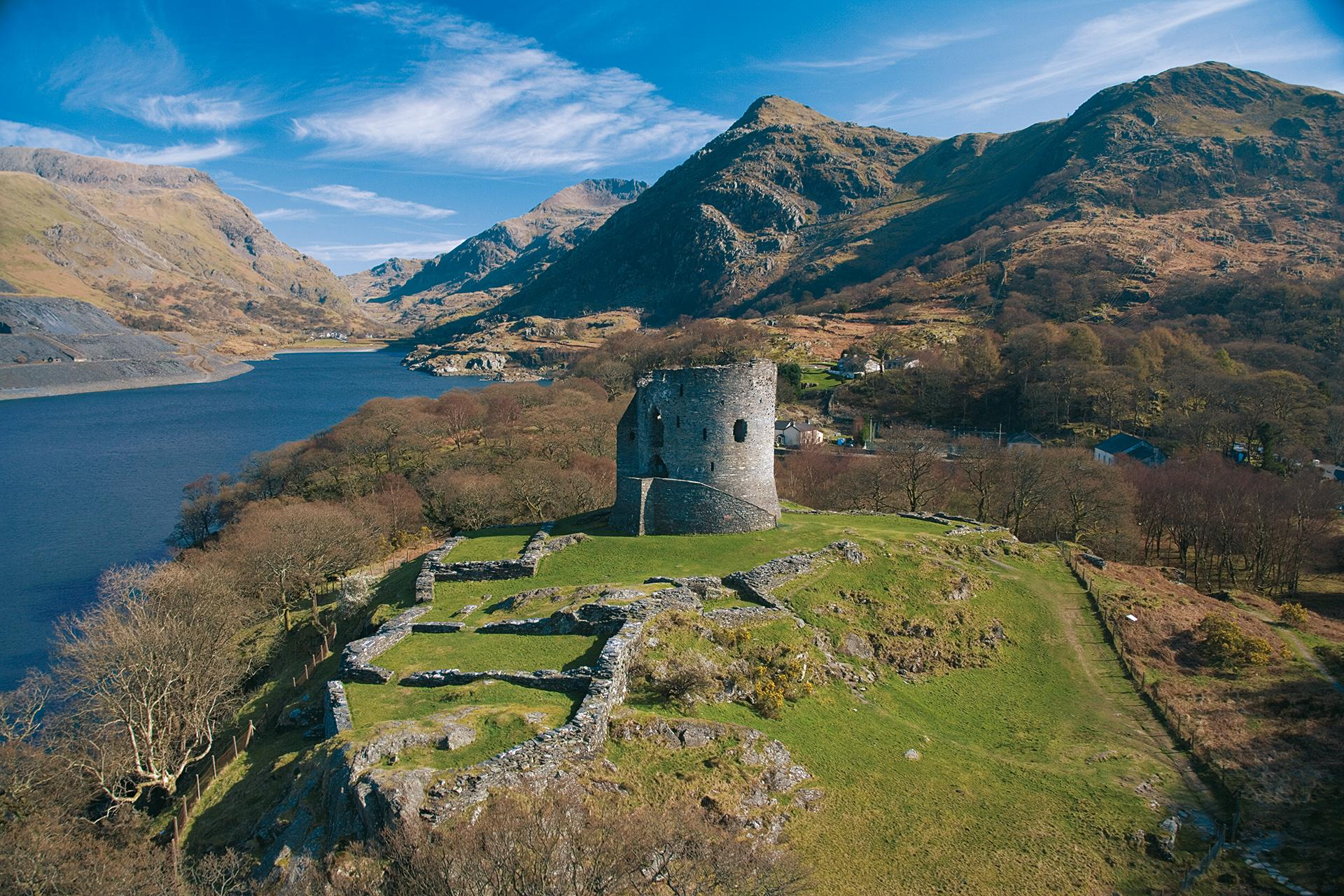
Dolbadarn
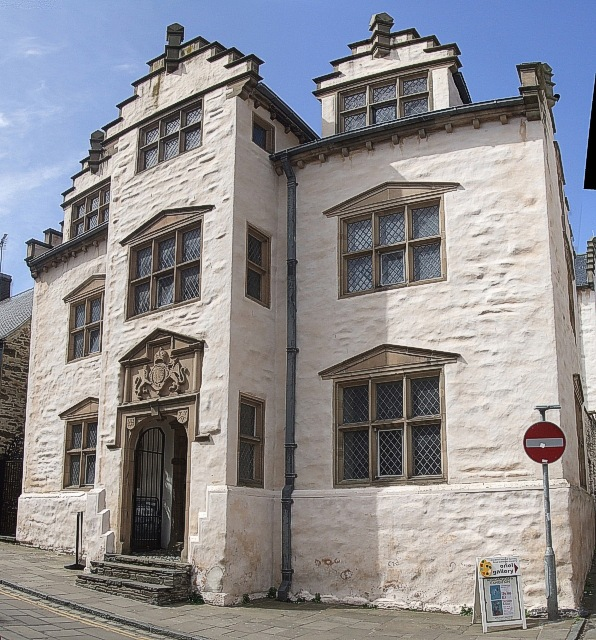
Dom Plas Mawr w Conwy

## Odpowiednie agendy w innych częściachWielkiej Brytanii
- Anglia – English Heritage
- Szkocja – Historic Scotland
- Irlandia Północna – Northern Ireland Environment Agency (wcześniej Environment and Heritage Service)
- Wyspa Man – Manx National Heritage